# Beesenlaublingen
Beesenlaublingen is een plaats en voormalige gemeente in de Duitse deelstaat Saksen-Anhalt, en maakt deel uit van de Landkreis Salzlandkreis.
Beesenlaublingen telt 1849 inwoners.